# Момпантеро
Момпантеро (итал. Mompantero) је насеље у Италији у округу Торино, региону Пијемонт.
Према процени из 2011. у насељу је живело 668 становника. Насеље се налази на надморској висини од 528 м.

## Становништво
| 1936. | 1951. | 1961. | 1971. | 1981. | 1991. | 2001. | 2011. |
| ----- | ----- | ----- | ----- | ----- | ----- | ----- | ----- |
| 1.126 | 1.066 | 900   | 794   | 672   | 635   | 668   | 658   |